# Suazi na Letnich Igrzyskach Olimpijskich 1992
Suazi na Letnich Igrzyskach Olimpijskich 1992 reprezentowało 6 zawodników (sami mężczyźni). Był to 5 start reprezentacji Suazi na letnich igrzyskach olimpijskich.

## Skład kadry

### Boks
Mężczyźni
- Mfamsibili Mnisi waga papierowa do 48 kg – 17. miejsce,

### Lekkoatletyka
Mężczyźni
- Robinson Stewart

bieg na 100 m – odpadł w eliminacjach,
bieg na 200 m – odpadł w eliminacjach,
- Sipho Dlamini

bieg na 800 m – odpadł w eliminacjach,
bieg na 1500 m – odpadł w eliminacjach,
- Isaac Simelane

bieg na 5000 m – odpadł w eliminacjach,
bieg na 10 000 m – odpadł w eliminacjach,
- Elphas Ginindza – maraton – 42. miejsce,
- Sizwe Sydney Mdluli

skok w dal – nie sklasyfikowany (nie zaliczył żadnej udanej próby),
trójskok – 27. miejsce,